# Rangpur
Rangpur je metropolitní město v Bangladéši ležící na severu země. Je správním městem Rangpurské oblasti. Leží na břehu řeky Ghaghot a nedaleko toku řeky Tista v nadmořské výšce asi 34 m n. m. V roce 2022 ve městě žilo přibližně 709 tisíc obyvatel, díky čemuž jde o sedmé nejlidnatější město v zemi. Oficiálním jazyky ve městě jsou angličtina, bengálština, ale ve městě je rovněž hojně používána lokální rangpurština. 
Město bylo založeno v roce 1575 ještě za dob Mughalské říše. Metropolitním městem se stalo až v roce 2018, správním městem Rangpurské oblasti je od jejího vzniku v roce 2010. Okolí města je významné pro svou produkci tabáku. Nachází se zde Univerzita Begum Rokeya. Je zde dálniční spojení do dvou největších měst, Dháky a Čitágáonu, na železnici mezi Dhákou a Rangpurem navíc jezdí tzv. Rangpurský Express. Na severu města navíc dále leží Letiště Saidpur. Nejpopulárnějším sportem ve městě je Kriket. Asi 92 % obyvatel vyznává islám, 8 % obyvatel pak hinduismus. Ve městě panuje vlhké subtropické podnebí. 